# Vierge à l'Enfant (Botticelli, Washington)
Vierge à l'Enfant – en italien Madonna con Bambino – est un tableau réalisé par le peintre florentin Sandro Botticelli vers 1470. Cette tempera sur panneau est une Madone qui représente Marie maintenant l'Enfant Jésus debout sur sa cuisse droite devant une loggia donnant sur un paysage arboré. Longtemps demeurée en possession de la maison Corsini, d'où son surnom de Madone Corsini, l'œuvre est conservée à la National Gallery of Art, à Washington, aux États-Unis.